# Friedrich Carl Alwin Pockels
Friedrich Carl Alwin Pockels (1865-1913) est un physicien allemand.

## Biographie
Né en Italie, fils du capitaine Theodore Pockels et d'Alwine Becker, il obtient un doctorat de l'université de Göttingen en 1888, et est professeur de physique théorique à l'université de Heidelberg.
En 1893 il découvre qu'un champ électrique constant pouvait faire varier la biréfringence de certains matériaux : leur indice de réfraction variait proportionnellement avec le champ électrique. Ce phénomène s'appelle maintenant l'effet Pockels.
Sa sœur Agnes Pockels (1862-1935) est aussi une physicienne.